# Deepwater (Misuri)
Deepwater es una ciudad ubicada en el condado de Henry, Misuri, Estados Unidos. Tiene una población estimada, a mediados de 2021, de 369 habitantes.

## Geografía
La localidad está ubicada en las coordenadas 38°15′33″N 93°46′30″O / 38.25917, -93.77500 (38.259188, -93.775135). Según la Oficina del Censo de los Estados Unidos, tiene una superficie total de 2.23 km², de la cual 2.20 km² corresponden a tierra firme y 0.03 km² están cubiertos por agua.

## Demografía
Según el censo de 2020, en ese momento había 355 personas residiendo en la localidad. La densidad de población era de 161.36 hab./km². El 92.96% de los habitantes eran blancos, el 1.13% eran afroamericanos, el 0.56% eran asiáticos y el 5.35% eran de una mezcla de razas. Del total de la población, el 3.66% eran hispanos o latinos de cualquier raza.